# Jan Netík (generál)
Divizní generál Jan Netík (12. listopadu 1885 Roveň – 17. února 1945 Koncentrační tábor Buchenwald) byl československý legionář, generál, odbojář a oběť nacismu.

## Život

### Před první světovou válkou
Jan Netík se narodil 12. listopadu v Rovni, která je součástí Rychnova nad Kněžnou. Mezi lety 1897 a 1905 vystudoval Státní reálné gymnázium v Rychnově, mezi lety 1906 a 1911 pak Filozofickou fakultu Pražské univerzity, následně pracoval jako gymnazijní pedagog.

### První světová a ruská občanská válka
Po vypuknutí první světové války byl Jan Netík povolán do c. a k. armády konkrétně k dělostřelectvu Pevnosti Přemyšl, kde sloužil ve funkci velitele baterie. V březnu 1915 byl po kapitulaci pevnosti v hodnosti poručíka zajat ruskou armádou. V zajateckém táboře se v roce 1916 v Ufě se přihlásil do československých legií, kam byl ještě téhož roku zařazen. V roce 1917 velel 3. rotě 8. střeleckého pluku, v srpnu téhož roku byl přeložen k dělostřelectvu, kde kariérně stoupal. Po vypuknutí bojů s bolševiky převzal velení 6. baterie v Irkutsku. V roce 1918 byl raněn během zničení bolševického obrněného vlaku, po vyléčení zastával velitelské funkce v československém dělostřelectvu. V červnu 1920 byl evakuován z Vladivostoku a přes Kanadu se vrátil v hodnosti majora do Československa.

### Mezi světovými válkami
Po návratu do vlasti pokračoval Jan Netík ve službě u dělostřelectva, do roku 1922 u dělostřeleckého pluku 108 v Hlučíně a Opavě. Do roku 1925 zastával funkce na Ministerstvu národní obrany, do roku 1928 pak post velitele polní dělostřelecké brigády 1 v Praze. V témže roce byl povýšen do generálské hodnosti. Až do rozpuštění armády v roce 1939 pracoval jako přednosta II. odboru (tj. dělostřeleckého a zbrojního) opět na Ministerstvu národní obrany. Během Všeobecné mobilizace v září 1938 zastával post velitele dělostřelectva Hlavního velitelství.

### Druhá světová válka
Po německé okupaci a zrušení Československé armády působil Jan Netík jako vládní zástupce pro likvidaci Ministerstva národní obrany a československé branné moci, v roce 1940 byl poslán do výslužby. Rovněž se zapojil do protinacistického odboje a spolupracoval na budování odbojové organizace Obrana národa, jeho úkolem bylo umísťování bývalých důstojníků na důležitá místa v průmyslu, materiálně podporoval i zahraniční odboj. Za svou činnost byl v roce 1942 zatčen gestapem, uvězněn na pražské Pankráci a poté v koncentračním táboře Buchenwald. Zde 17. února 1945 zemřel.

## Přehled vyznamenání
- 1919 Řád svaté Anny III. třídy
- 1919 Řád sokola
- 1920 Croix de guerre
- 1920 Československý válečný kříž 1914–1918
- 1920 Československá revoluční medaile
- 1921 Československá medaile Vítězství
- 1925 Válečný záslužný kříž (Itálie)
- 1926 Řád čestné legie V. třídy
- 1930 Řád Ismaíla III. třídy
- 1931 Řád čestné legie IV. třídy
- 1932 Řád rumunské koruny II. třídy
- 1933 Řád jugoslávské koruny II. třídy